# 馬尼亞索區

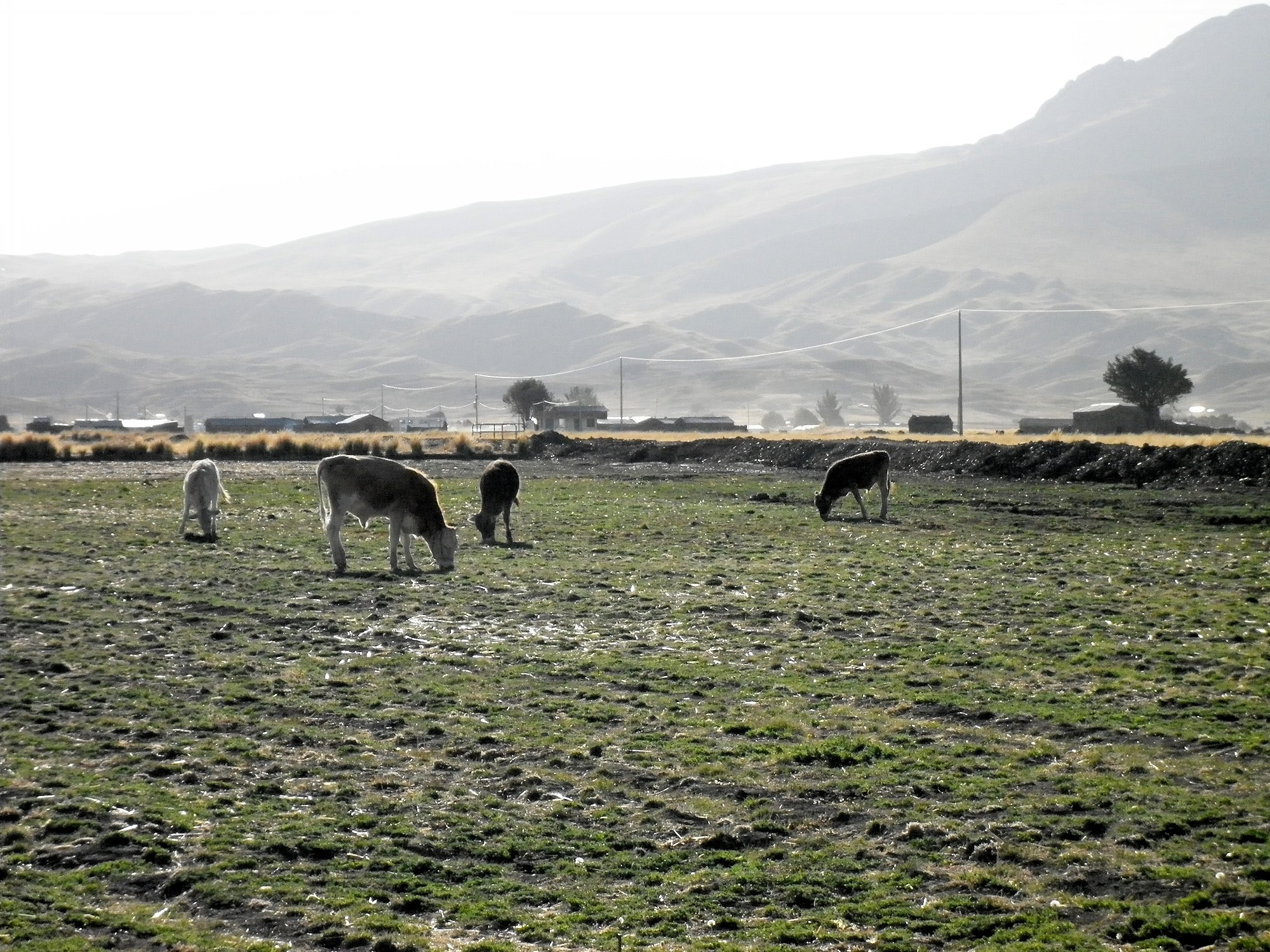

馬尼亞索區（西班牙語：Distrito de Mañazo），是秘魯的一個區，位於該國東南部普諾大區的普諾省，始建於1953年1月30日，面積410.67平方公里，海拔高度3,926米，2005年人口5,537，人口密度每平方公里13人。